# Ligne 2 du métro léger de Grenade
La ligne 2 (en espagnol : Línea 2 del metro ligero de Granada) est une future ligne du réseau du métro léger de Grenade, dont l'ouverture est programmée pour 2030.
Elle sera la plus longue du réseau, desservant un total de sept communes.

## Historique
Après avoir présenté les extensions nord, sud et centrales du métro léger entre novembre et décembre 2021, le gouvernement andalou révèle en janvier 2022 qu'une fois ces extensions réalisées, le réseau sera restructuré en trois lignes au lieu d'une seule. Cette nouvelle organisation entrera en vigueur en 2030.

## Caractéristiques

### Ligne
La ligne 2 sera la plus longue du réseau, circulant sur plus de 27 km. Elle reliera du nord au sud la commune d'Atarfe à  celle de Las Gabias, en passant par Albolote, Maracena, Grenade, Armilla et Churriana. Dans le centre historique de Grenade, la ligne empruntera la variante en surface entre La Caleta et Andrés Segovia, et non la section souterraine sous l'avenue du Chemin de ronde utilisée par la ligne 1,,,. 

### Stations et correspondances
|  |   |  | Station                  | Commune              | Correspondance                                                        |
|  | - |  | ------------------------ | -------------------- | --------------------------------------------------------------------- |
|  | X |  | Coliseo                  | Atarfe               |                                                                       |
|  | x |  | Avenida América          | Atarfe               |                                                                       |
|  | x |  | Estadio Municipal Atarfe | Atarfe               |                                                                       |
|  | x |  | Avenida Circunvalación   | Atarfe               |                                                                       |
|  | x |  | Ronda Lindaraja          | Atarfe               |                                                                       |
|  | x |  | Iliberis                 | Atarfe               |                                                                       |
|  | x |  | Albolote                 | Albolote             | Ligne 1 du métro léger de Grenade                                     |
|  | x |  | Juncaril                 | Albolote             | Ligne 1 du métro léger de Grenade                                     |
|  | x |  | Vicuña                   | Maracena             | Ligne 1 du métro léger de Grenade                                     |
|  | x |  | Anfiteatro               | Maracena             | Ligne 1 du métro léger de Grenade                                     |
|  | x |  | Maracena                 | Maracena             | Ligne 1 du métro léger de Grenade                                     |
|  | x |  | Cerrillo Maracena        | Grenade (Chana)      | Ligne 1 du métro léger de Grenade                                     |
|  | x |  | Jaén                     | Grenade (Nord)       | Ligne 1 du métro léger de Grenade                                     |
|  | x |  | Autobuses                | Grenade (Nord)       | Ligne 1 du métro léger de Grenade                                     |
|  | x |  | Argentinita              | Grenade (Nord)       | Ligne 1 du métro léger de Grenade                                     |
|  | x |  | Luis Amador              | Grenade (Beiro)      | Ligne 1 du métro léger de Grenade                                     |
|  | x |  | Villarejo                | Grenade (Chana)      | Ligne 1 du métro léger de Grenade                                     |
|  | x |  | Caleta                   | Grenade (Beiro)      | Ligne 1 du métro léger de Grenade · Ligne 3 du métro léger de Grenade |
|  | x |  | Constitución             | Grenade (Beiro)      | Ligne 3 du métro léger de Grenade                                     |
|  | x |  | Gran Vía                 | Grenade (Beiro)      | Ligne 3 du métro léger de Grenade                                     |
|  | x |  | Catedral                 | Grenade (Ronda)      | Ligne 3 du métro léger de Grenade                                     |
|  | x |  | Batallas                 | Grenade (Ronda)      | Ligne 3 du métro léger de Grenade                                     |
|  | x |  | Puente Blanco            | Grenade (Ronda)      | Ligne 3 du métro léger de Grenade                                     |
|  | x |  | Góngora                  | Grenade (Zaidín)     | Ligne 3 du métro léger de Grenade                                     |
|  | x |  | Fontiveros               | Grenade (Zaidín)     | Ligne 3 du métro léger de Grenade                                     |
|  | x |  | Andrés Segovia           | Grenade (Zaidín)     | Ligne 1 du métro léger de Grenade · Ligne 3 du métro léger de Grenade |
|  | x |  | Palacio Deportes         | Grenade (Zaidín)     | Ligne 1 du métro léger de Grenade                                     |
|  | x |  | Nuevo Los Cármenes       | Grenade (Zaidín)     | Ligne 1 du métro léger de Grenade                                     |
|  | x |  | Dílar                    | Grenade (Zaidín)     | Ligne 1 du métro léger de Grenade                                     |
|  | x |  | Parque Tecnológico       | Grenade (Zaidín)     | Ligne 1 du métro léger de Grenade                                     |
|  | x |  | Sierra Nevada            | Armilla              | Ligne 1 du métro léger de Grenade                                     |
|  | x |  | Fernando de los Ríos     | Armilla              | Ligne 1 du métro léger de Grenade                                     |
|  | x |  | Armilla                  | Armilla              | Ligne 1 du métro léger de Grenade                                     |
|  | x |  | San Cayetano             | Churriana de la Vega |                                                                       |
|  | x |  | La Paz                   | Churriana de la Vega |                                                                       |
|  | x |  | Churriana de la Vega     | Churriana de la Vega |                                                                       |
|  | x |  | San Ramón                | Churriana de la Vega |                                                                       |
|  | x |  | La Gloria                | Churriana de la Vega |                                                                       |
|  | x |  | Los Chopos               | Las Gabias           |                                                                       |
|  | X |  | Las Gabias               | Las Gabias           |                                                                       |

## Exploitation

### Matériel roulant
Les rames circuleront à une vitesse moyenne de 20,1 km/h, à raison de cinq par heure en heure de pointe, soit une toutes les douze minutes aux stations. Il faudra 1 h 4 min pour parcourir l'intégralité de la ligne.